# Juno to Jupiter
| Recensione | Giudizio |
| ---------- | -------- |
| AllMusic   |          |

Juno to Jupiter è l'ultimo album realizzato dal compositore polistrumentista greco Vangelis, pubblicato il 24 settembre 2021. L'intera opera ha tratto ispirazione dalla missione spaziale della NASA Juno, volta a studiare Giove. Nell'album sono presenti le voci di alcuni scienziati durante le fasi della missione e i suoni del lancio della sonda. Ha collaborato il soprano Angela Gheorghiu.  L'intero album è dedicato dall'autore al proprio fratello, Niko.

## Tracce
Testi e musiche di Vangelis.
1. Atlas' Push (Spoken word samples courtesy of NASA) – 3:40
2. Inside Our Perspectives – 3:32
3. Out in Space – 4:14
4. Juno's Quiet Determination – 5:17
5. Jupiter's Intuition – 3:58
6. Juno's Power – 4:09
7. Space's Mystery Road – 4:17
8. In the Magic of Cosmos – 2:07
9. Juno's Tender Call (feat. Angela Gheorghiu) – 3:42
10. Juno's Echoes – 3:38
11. Juno's Ethereal Breeze – 1:31
12. Jupiter's Veil of Clouds – 5:17
13. Hera / Juno Queen of the Gods (feat. Angela Gheorghiu) – 4:21
14. Zeus Almighty – 11:00
15. Jupiter Rex – 1:36
16. Juno's Accomplishments (feat. Angela Gheorghiu) – 4:22
17. Apo 22 (Spoken word samples courtesy of NASA) – 1:53
18. In Serenitatem – 4:14